# Харик, Григорий Ильич
Григорий Ильич Ха́рик (бел. Харык Рыгор Ільіч; р. 1951) — белорусский артист оперетты (лирический баритон). Заслуженный артист Белорусской ССР (1988).

## Биография
Окончил Белорусский политехнический институт (1973), БелГК (1978). В 1978—1992 солист Государственного театра музыкальной комедии БССР.

С 1992 года проживает в США.

### Партии
- «Павлинка» Ю. Семеняки — Яким
- «Сцяпан — вялики пан» Ю. Семеняки — Степан
- «Нестерка[бел.]» Г. Суруса[бел.] — Юрась
- «Денис Давыдов» А. Мдивани — Давыдов
- «Миллионерша» Е. А. Глебова — Врач
- «Джулия» В. Кондрусевича — Майкл Госелин
- «Клоп» В. С. Дашкевича — Присыпкин
- «Весёлая вдова» Ф. Легара — граф Данило
- «Принцесса цирка» И. Кальмана — мистер Икс
- «Сильва» И.Кальмана — Эдвин
- «Летучая мышь» И. Штрауса — Фальк
- «Моя прекрасная леди» Ф. Лоу — Хиггинс
- «Бабий бунт» Е. Н. Птичкина — Николка
- «Моя жена — врунья» В. Ильина и В. Лукашова — Вильям Харрисон
- «Горе от ума» О. Фельзера — Чацкий
- «Сирано» С. И. Пожлакова — Сирано